# Dąbrówka Górna
Dąbrówka Górna is een plaats in het Poolse district  Krapkowicki, woiwodschap Opole. De plaats maakt deel uit van de gemeente Krapkowice en telt 1000 inwoners.